# Alfredo Alves Reinado
Alfredo Alves Reinado, auch Reinhado geschrieben; (* 11. November 1968; † 11. Februar 2008 in Dili) war ein Freiheitskämpfer des osttimoresischen Widerstands gegen die indonesische Besatzung, nach der Unabhängigkeit Osttimors Kommandeur der Marine Osttimors, später Chef der Militärpolizei und schließlich einer der Führer der Anfang 2006 revoltierenden Soldaten. Seit seinem Ausbruch aus dem Gefängnis galt er mit seinen bewaffneten Getreuen als meistgesuchter Mann des Landes. Während die internationale Friedenstruppe ihn verfolgte, galt er bei vielen Bürgern als Held und genoss auch Unterstützung von Teilen der Politik. Reinado verübte am 11. Februar 2008 ein Attentat auf Staatspräsident José Ramos-Horta, bei dem Reinado selbst ums Leben kam.

## Werdegang
Reinado wuchs in Gleno (Ermera) auf. In einer Aussage vor der Wahrheits- und Freundschaftskommission (Commission for Truth and Friendship CTF) berichtete er von seinen Erlebnissen während der indonesischen Besatzungszeit. Als Indonesien mit der Besetzung Osttimors 1975 begann, floh Reinados Familie zusammen mit Kämpfern der FALINTIL nach Turiscai. Reinado wurde dabei von seiner Mutter getrennt.

„Auf der Flucht wurde ich Zeuge großen Leidens: Menschen, die vor Hunger starben, Eltern, die ihre Kinder töteten, weil diese zu viel Lärm machten und die Eltern befürchteten, dies könnte das indonesische Militär auf sie aufmerksam machen; Kinder, die ihre alten Eltern zum Sterben zurückließen; verwesende Leichen.“

Als Elfjähriger verschleppte ihn ein indonesischer Offizier. Ihm musste Reinado als Diener zunächst in Osttimor, später auch auf Sulawesi und Kalimantan dienen. Reinado wurde misshandelt und wurde wieder mehrfach Zeuge von Gewalttaten.

„Während der Zeit bei der Armee sah ich schreckliche Dinge … während einer Operation in Turiscai sah ich, wie sie Männer an Bäume hängten und Frauen vergewaltigten. Ich sah Frauen, die von zwei oder drei Männern fortgeschleppt wurden, die mit ihnen dann machten, was sie wollten.“

Mit 18 konnte Reinado schließlich auf Kalimantan fliehen und kehrte nach Osttimor zurück, wo er auch seine Mutter wiederfand. Hier arbeitete er zunächst für seinen Onkel. Reinado schloss sich dem osttimoresischen Widerstand an. Im Juli 1995 floh Reinado mit Frau, dem ersten Sohn und 15 anderen Osttimoresen in einem Fischerboot nach Australien. Die Flucht erregte eine gewisse mediale Aufmerksamkeit, weswegen Reinado von pro-Osttimor-Kreisen als Held behandelt wurde. Reinado arbeitete in Perth auf einer Werft, bis er 1999 zum Unabhängigkeitsreferendum Osttimors in seine Heimat zurückkehrte. Reinados Familie lebt immer noch in Australien.
Nach der Unabhängigkeit Osttimors wurde Reinado Major der neu gegründeten Verteidigungskräfte Osttimors (FDTL). Er war damit einer von nur drei Soldaten aus dem Westen Osttimors (Loro Munu), die einen höheren Rang in den neuen Streitkräften bekamen. Die militärische Führung stammt durchweg aus dem Osten des Landes (Loro Sae). Reinado wurde Kommandeur der Marine, die aus zwei Schnellbooten bestand. 2003 und 2004 legte er in Australien Militärlehrgänge über Verteidigungs- und Notfallmanagement ab, im Juli 2004 wurde er auf einen Büroposten versetzt. Ab Juli 2005 absolvierte Reinado eine dreimonatige Marineausbildung am Australian Command and Staff College in Canberra. Auch durch die Streitkräfte Portugals und Brasiliens erhielt er Ausbildungen. Nach Reinados Rückkehr wurde er aber nicht wieder Marinechef, sondern sollte als Kommandant einer Militärpolizeieinheit gegen meuternde Ex-Soldaten vorgehen.

## Die Unruhen von 2006
Anfang 2006 desertierten 600 der 1.600 Soldaten der Verteidigungskräfte aus Protest über die schlechten Arbeitsbedingungen und Beförderungsregelungen. Sie beschuldigen Premierminister Marí Alkatiri, er würde Soldaten aus dem Osten des Landes gegenüber jenen aus dem Westen bei den Beförderungen bevorzugen. Ende April protestierten 3.000 Menschen auf einer Demonstration in Dili, die von den inzwischen entlassenen Soldaten organisiert wurde.
Am 4. Mai desertierte Reinado zusammen mit 20 in Australien ausgebildeten Militärpolizisten, vier Polizisten und zwei Lastwagen voller Waffen und Munition. Er schloss sich den Rebellen an. Seine Basis wurde der Ort Aileu. Reinado forderte Präsident Xanana Gusmão auf, den Premierminister Marí Bin Amude Alkatiri zu entlassen und vor Gericht zu stellen. Reinado behauptet, Alkatiri habe am 28. April befohlen, auf unbewaffnete Demonstranten zu schießen. Als Militärpolizist habe Reinado Oberst Lere Anan Timur, den Stabschef von Brigadegeneral Taur Matan Ruak zu einer Besprechung mit Alkatiri begleitet. Danach habe der Oberst gesagt, er habe bereits den Befehl zum Einsatz erhalten. Falls Alkatiri nicht entlassen werden würde, drohte Reinado mit einem Bürgerkrieg. Gegenüber Präsident Xanana Gusmão nannte sich Reinado aber loyal.
Mitte Mai eskalierte die Gewalt erneut. In den folgenden Wochen blieben die Rebellen in den Hügeln bei der Hauptstadt, wo sie sich immer wieder mit FDTL-Truppen heftige Feuergefechte lieferten. Diese forderten viele Tote und Verletzte. Reinado und seine Leute verübten mehrere Angriffe auf die Hauptstadt Dili, darunter einen am 23. Mai, bei dem ein FDTL-Soldat getötet und sechs verletzt wurden.
Später zog sich Reinado mit seinen Männern in die Berge bei Maubisse zurück. Er erklärte, er wolle die Rebellion beenden, sobald Premierminister Marí Alkatiri zurückgetreten sei. Alkatiri tat dies am 26. Juni 2006, nachdem Präsident Gusmão und Regierungsmitglieder ihn unter Druck gesetzt hatten.
In der Nacht des 25. Juli wurden Alfredo Reinado und 21 seiner Männer in Dili von australischen Soldaten verhaftet. Am Tag zuvor war die Amnestie für Waffenbesitz abgelaufen. Bei den Verhafteten wurden verbotene Handfeuerwaffen und Munition sichergestellt. Reinado wurde am 27. Juli vor ein osttimoresisches Gericht geführt. Ihm drohte nun eine Haftstrafe von mindestens fünf Jahren wegen Mordes im Zusammenhang mit den Gefechten im Mai und Entwendung von Militäreigentum. 13 weitere seiner Männer wurden ebenfalls verschiedener Vergehen angeklagt. Die anderen ließ man frei.

## Flucht und Tod
Am 30. August gelang Reinado die Flucht aus dem Gefängnis. Auf einem Videoband erklärte er der Nachrichtenagentur Reuters, er sei geflohen, weil er dem Justizsystem in Dili nicht vertraue. Er wolle aber für seine Taten Verantwortung übernehmen, sobald die Justiz sich entwickelt habe.
Am 2. September gab Reinado dem staatlichen Fernseh- und Radiosender RTTL ein Interview, in dem er den neuen Premierminister José Ramos-Horta und dessen Regierung als unfähig bezeichnete. Währenddessen fahndeten die internationale Eingreiftruppe und die einheimischen Sicherheitsbehörden nach ihm.
Später erklärte Reinado sich bereit, in Ermera unter Aufsicht zu bleiben. Ende Februar 2007 floh er jedoch mit seinen Leuten. Man schrieb dem Trupp einen Überfall auf zwei Posten der Grenzpolizei zu, bei dem 23 teilweise schwere Waffen gestohlen wurden. Indonesien schloss daraufhin seine Grenze zu Osttimor. Präsident Gusmão ermächtigte die internationale Friedenstruppe zur Verhaftung von Reinado und bat auch Indonesien um Unterstützung.
Am 1. März 2007 wurde Reinado in Same zusammen mit 150 Mann von der australischen Armee eingeschlossen. Zu ihm gesellten sich Gastão Salsinha, einer der Anführer der rebellierenden Soldaten, und der unabhängige Parlamentsabgeordnete Leandro Isaac, um ihn zu unterstützen. Teile der Zivilbevölkerung flohen aus dem Ort. Reinado drohte der Regierung erneut mit Bürgerkrieg. Australien warf er eine illegale Invasion in Osttimor vor. Am Morgen des 4. März stürmten australische Einheiten, unterstützt von zwei Hubschraubern und gepanzerten Fahrzeugen, den Ort. Vier Rebellen wurden getötet, doch Reinado und Salsinha konnten mit ihren Männern fliehen. Isaac blieb unverletzt. Nur einige Rebellen konnten gefangen genommen werden. In der Nacht darauf kam es zu Protesten und Ausschreitungen in Dili, Gleno und Ermera. Kurz danach meldete die große osttimoresische Zeitung Suara Timor, Reinado habe durch traditionelle Führer, die magische Fähigkeiten hätten, die Kräfte von Boaventura († 1913?) erhalten. Der Liurai von Manufahi, der zwischen 1895 und 1912 mehrere Rebellionen gegen die portugiesischen Kolonialherren führte, wird in Osttimor als Nationalheld und Symbol des nationalen Widerstands verehrt. Bei der Zeremonie waren auch der Distriktsadministrator von Manufahi und mehrere Abgeordnete des Nationalparlaments anwesend. Durch sie wurde Reinado zur Reinkarnation Boaventuras erklärt.
Im April wurden wieder Verhandlungen zwischen den Rebellen und der Regierung aufgenommen. Nach der Präsidentschaftswahl erklärte sich Reinado angeblich bereit sich zu ergeben. Dazu kam es aber nicht. Mitte Juli ordnete Generalstaatsanwalt Longuinhos Monteiro die australischen Truppen an, die Jagd auf Reinado einzustellen. Reinado und seinen Männern wurde sicheres Geleit zugesagt. Doch nur wenige Tage später wurden Amnestie und die Zusicherung auf freies Geleit von Distriktrichter Ivo Rosa wieder mit der Begründung aufgehoben, Monteiro habe gar nicht das Recht zu dieser Zusicherung gehabt. Rosa drohte, der Vorgang müsse strafrechtlich untersucht werden. Mitte August trafen sich Reinado und Ramos-Horta, der inzwischen Staatspräsident geworden war, persönlich zu erneuten Verhandlungen.
Am 22. November 2007 führten die meuternden Soldaten eine Militärparade in Gleno durch, mit der sie deutlich machen wollten, dass sie sich immer noch als Teil der F-FDTL fühlen. Sie forderten damit die Wiederaufnahme in die Verteidigungskräfte. Reinado drohte vor 500 Zuschauern, er würde die Nation wieder destabilisieren und seine „Soldaten runter nach Dili führen“. Elf Tage später begann in Dili am Distriktgericht die Verhandlung gegen Reinado in seiner Abwesenheit. Gleichzeitig gab Reinado widersprüchliche Erklärungen in einem Interview ab, ob und unter welchen Bedingungen er sich dem Verfahren stellen würde. In einem Interview, das auch über YouTube verbreitet wurde, beschuldigte Reinado zudem Xanana Gusmão, der inzwischen Premierminister geworden war, Hauptverantwortlicher für die Unruhen von 2006 zu sein. Die oppositionelle FRETILIN nutzte dies, um den Rücktritt Gusmãos zu fordern.
Am 7. Februar 2008 feuerten Männer Reinados acht Warnschüsse auf eine australische Militärpatrouille ab. Die Australier zogen sich daraufhin zurück.
Am 11. Februar 2008 verübte Reinado schließlich ein Attentat auf José Ramos-Horta. Zusammen mit einigen seiner Männer überfiel er das Wohnhaus des Präsidenten. Beim anschließenden Feuergefecht kam Reinado ums Leben. Ramos-Horta wurde schwer verletzt. Im März hätte in Dili eine Gerichtsverhandlung gegen Reinado wegen des Vorwurfs des achtfachen Mordes im Zusammenhang mit den Unruhen von 2006 beginnen sollen. Über tausend Anhänger Reinados versammelten sich am 13. Februar vor seinem Haus in Dili, als dessen mit der Flagge Osttimors und Tais bedeckte Sarg hier eintraf und riefen „Viva Reinado“. Im Beisein etwa 1.000 seiner Anhänger wurde er am 14. Februar hinter seinem Haus begraben.

## Persönliches
Reinado genoss besonders in der Region von Manufahi viel Unterstützung, da er neben freundschaftlichen Verbindungen auch den Mythos um Boaventura nutzte. Reinados Anhänger zogen hier Parallelen zwischen den modernen und den historischen Rebellen.
Reinados Onkel und Adoptivvater Victor Manuel Alves lebt in Dili. Reinados 11 Jahre jüngere Ehefrau Maria „Netty“ Reinado lebte seit Mai 2006 mit den vier Kindern in Perth. Bis April 2006 arbeitete sie für die amerikanische Botschaft in Dili als Managerin des Friedenskorps. Maria lernte Alfredo im Alter von 15 Jahren kennen und heiratete ihn am 24. Mai 1995. Der älteste Sohn José wurde gerade in die High School eingeschult. Die weiteren Kinder sind Donovan, Tiffany und die beim Tod ihres Vaters erst 14-monatige Felicity, die ihn niemals zu Gesicht bekam. Anfang 2008 wurde der Familie Reinados in Australien politisches Asyl und ein unbegrenztes Bleiberecht gewährt.
Nach dem Tod von Reinado wurde auch seine Geliebte Angelita Pires verhaftet und als Drahtzieherin hinter den Attentaten angeklagt. Sie wurde aber letztendlich freigesprochen. 2012 kandidierte Pires erfolglos als Kandidatin bei den Präsidentschaftswahlen.
Alfredo Reinado hatte in seinem Nacken drei „x“ tätowiert. Vorbild dafür war die Figur des Xander Cage  aus dem Spielfilm xXx – Triple X von 2002.